# Escala Internacional de Acidentes Nucleares
A Escala Internacional de Acidentes Nucleares (mais conhecida pelas suas siglas, INES) foi introduzida pela AIEA para permitir a comunicação sem falta de informação importante de segurança em caso de acidentes nucleares e facilitar o conhecimento dos meios de comunicação e a população de sua importância em matéria de segurança. Definiu-se um número de critérios e indicadores para assegurar a informação coerente de acontecimentos nucleares por diferentes autoridades oficiais. Há 7 níveis na escala:

## Os níveis de gravidade dos acidentes
Os acontecimentos de nível 1 - 3, sem consequência significativa sobre a população e o meio ambiente, qualificam-se de incidentes; os níveis superiores (4 a 7), de acidentes. O último nível corresponde a um acidente cuja gravidade é comparável ao ocorrido em 26 de abril de 1986 na central nuclear de Chernobil e ao de 11 de Março de 2011 na central nuclear de Fukushima I, considerados acidentes nucleares de nível 6 a 7; o acidente radiológico de Goiânia é considerado nível 5. (ver Acidente nuclear de Chernobil e Acidente nuclear de Fukushima I)